# Baron Butler
Baronowie Butler 1. kreacji (parostwo Anglii)
- 1666–1680: Thomas Butler, 6. hrabia Ossory i 1. baron Butler
- 1680–1715: James Butler, 2. książę Ormonde i 2. baron Butler
- 1871–1905: Francis Thomas de Grey Cowper, 7. hrabia Cowper i 3. baron Butler